# Compagnie nationale des conseils en propriété industrielle
La Compagnie nationale des conseils en propriété industrielle (CNCPI) regroupe en France l’ensemble des professionnels chargés du dépôt des brevets et des marques auprès de l’INPI.  La CNCPI est l’organisme professionnel officiel représentant ces professionnels, lesquels sont mandataires agréés près de l'INPI.

## Historique

### Compagnie nationale des conseils en brevets
Jouant le rôle d’ordre professionnel, elle succède à la Compagnie nationale des conseils en brevets, par suite de la réforme profonde de la profession des conseils en brevets réalisée par la loi no 90-1052 du 26 novembre 1990 qui crée la profession de conseil en propriété industrielle. 
La profession de conseil en propriété industrielle est  une profession libérale, indépendante et réglementée, au même titre que les avocats et les experts-comptables.
Dans son rôle d'ordre professionnel la CNCPI est la garante de l'indépendance et de la probité de cette profession, tant vis-à-vis des pouvoirs publics qu'à l'égard de ses membres.

### Juridique
Les règles fixant le rôle (I) et le mode de fonctionnement (II) de la CNCPI ainsi que les conditions et les modalités d’accès et d’exercice de la profession de conseil en propriété industrielle sont définies dans le Livre 4 du Code de la propriété intellectuelle, dans les articles R 422-8 à R423-2 du même code et l’|arrêté du 29 juillet 1994 portant approbation du règlement intérieur du 17 mars 1994.

## Brevets, marques, dessins et modèles
Le CPI a pour mission, à titre habituel, de conseiller, d’assister et de représenter ses clients en vue de l’obtention, du maintien, de l’exploitation et de la défense des droits de propriété industrielle, c'est-à-dire les droits des marques, des brevets ainsi que des dessins et modèles, ces derniers relevant également du droit d'auteur en France. Ces services incluent les consultations juridiques et la rédaction d’actes sous seing privé (art. L422-1 du Code de la propriété intellectuelle).
Les conseils en propriété industrielle sont ainsi amenés à échanger, avec leurs clients, des informations très sensibles, tant techniques que stratégiques. La CNCPI a pour objet, notamment, de définir les règles et les usages déontologiques et professionnels de la profession et de veiller à leur respect, de représenter chaque cabinet membre auprès des pouvoirs publics et plus particulièrement auprès de l’INPI.  
Elle participe également à la promotion de l’usage des droits de propriété industrielle dans les processus d'innovation.

### Respect des règles et des usages déontologiques et professionnels
La Compagnie émet des recommandations relatives aux usages de loyauté et aux pratiques de la profession. Ces dispositions, plus particulièrement en ce qui concerne le secret, l'indépendance et la probité du Conseil en propriété industrielle sont fondamentales tant dans l'acquisition des droits de propriété industrielle que dans leur défense.
Selon les dispositions de l’article L 422-11 du code de la PI, le CPI est soumis au secret professionnel absolu. Ce secret s’étend aux consultations entre le professionnel et son client, à ses correspondances professionnelles avec ce dernier, un confrère ou un avocat, aux notes d’entretien et plus généralement à toutes les pièces du dossier. Cette disposition est d’ordre public et opposable aux tiers.
La CNCPI par l’intermédiaire d’une chambre de discipline présidée par un magistrat de l’ordre judiciaire peut être amenée à connaître des manquements disciplinaires aux règles de déontologie de la profession. Ainsi, selon l'article L422-11, la CNCPI a compétence pour instruire et sanctionner tout manquement à la déontologie, y compris si ces manquements à la probité, l'honneur ou la délicatesse sont de nature extraprofessionnelle.
Compte tenu de la matière traitée, le secret professionnel est un élément déterminant dans les relations entre le conseil en propriété industrielle et son client. Cette disposition, l'article L422-11, a été introduite par la loi 2004-130 du 11 février 2004. Depuis son entrée en vigueur, elle sécurise les relations entre le conseil en propriété industrielle et l'avocat, notamment dans le cadre des actions en contrefaçon, où les deux professionnels agissent généralement de concert. Préalablement à l'entrée en vigueur de cette disposition, la CNCPI avait établi des conventions avec certains barreaux, notamment ceux de Paris, Lyon et Marseille, visant à assurer la confidentialité des échanges entre avocats et CPI.
Les articles R422-52 à R422-54 du Code de la propriété intellectuelle, complétés par le règlement intérieur de la CNCPI, ainsi que l'article R422-52 imposent au CPI de respecter, énoncent les devoirs de la profession de conseil en propriété industrielle en soulignant l'indépendance de la profession et l'interdiction de tout conflit d'intérêts.
À titre d'exemple, l'indépendance du conseil en propriété industrielle, établie par les textes de lois et le règlement intérieur de la CNCPI, permet à celui-ci d'assister l'huissier lors d'une saisie contrefaçon réalisée selon l'article L615-5 de Code de la propriété intellectuelle. Une telle saisie vise à recueillir des éléments de preuve dans le cadre d'une action en contrefaçon. Plus particulièrement, en matière de brevet d'invention, l'assistance technique de l'huissier est souvent indispensable dans la partie technique de ladite saisie. À cette fin l'article L615-5 précité prévoit la possibilité d'assistance de l'huissier par « tout expert ». Cependant l'article 6 de la Convention européenne des droits de l'homme exige que l'expert soit indépendant des parties, ce qui n'est pas sans poser des difficultés pratiques dans le cadre d'une telle procédure. La jurisprudence a consacré le fait que la présence du conseil en propriété industrielle du demandeur ne portait pas atteinte à l'article de ladite convention.

### Représentation devant les pouvoirs publics, les institutions européennes et internationales
La CNCPI représente les professionnels auprès des instances nationales (ministères, INPI, Chambres de commerce, organisations professionnelles, etc.), des instances européennes (|Office pour l’Harmonisation dans le Marché Commun (OHMI), Office européen des brevets (OEB), Commission de Bruxelles), des associations professionnelles et des instances internationales (OMPI). La CNCPI est également membre du|CNIPA (Committee of National Institutes of Intellectual Property Attorneys), association européenne fédérant les ordres représentatifs des homologues des CPI français, des principaux pays membres de l’Union européenne (Allemagne, France, Royaume-Uni, Pays-Bas, Autriche, Irlande, Espagne, Italie, Belgique, Liechtenstein, Pologne, Portugal, Suède, République tchèque).
Dans son rôle de représentation des professionnels, la CNCPI agit pour le respect de l'article L422-1 du Code de la propriété intellectuelle et notamment dans le cas de l'usurpation du titre de conseil en propriété industrielle ou de l'utilisation de titres de nature à créer une confusion. Cet aspect s'articule avec l'article L423-1 du Code de la propriété intellectuelle qui interdit à toute personne physique ou morale de se livrer au démarchage en vue de représenter des tiers, de donner des consultations juridiques ou de rédiger des actes en matière de propriété industrielle. Ces dispositions légales visent à assurer la qualité et la sécurité du conseil dispensé, notamment aux inventeurs dans la protection de leurs inventions. Ces principes ont été affirmés par la jurisprudence dans plusieurs décisions notamment dans une décision du TGI de Paris no 09/05586 3e chambre/ 3e section du 4 mars 2011, instance à laquelle l'INPI et la CNCPI étaient demanderesses.

### Campagnes
La CNCPI engage et participe à des campagnes de promotion des brevets auprès du public et des entreprises et dans le tissu industriel français en organisant notamment des rencontres internationales, ou en participant à des colloques, des séminaires, ainsi qu’à des actions de communication auprès des confrères et offices étrangers (accueil de délégations étrangères, représentation de la profession à l’étranger et relations avec les acteurs des brevets à l’étranger), mais aussi par des articles de presse dans les revues économiques et professionnelles.

## Structure interne

### Les membres
Tous les conseils en propriété industrielle sont membres de la CNCPI, qu'ils exercent à titre libéral ou à titre salarié dans un cabinet, et disposent chacun d’un droit de vote. À ce titre, chacun de ces acteurs peut être candidat aux différents postes statutaires de la CNCPI.

### Les organes
Les organes de la CNCPI sont le bureau, le président, le conseil consultatif, l’assemblée générale et les commissions.
Le bureau est composé de 9 membres élus. Il assure l’administration, définit et engage les actions de la CNCPI en accord avec les résolutions arrêtées en Assemblée Générale. 
Le président élu également pour deux ans représente la CNCPI. Il est l’interlocuteur naturel des institutions nationales, européennes et internationales. Il peut agir comme médiateur lors de conflits entre conseils en propriété industrielle ou entre ceux-ci et leurs clients. Il est par ailleurs membre de droit du conseil d’administration de l’INPI, et est également membre de droit {{|du CSPI (Conseil supérieur de la propriété industrielle)}} et de la chambre de discipline de la CNCPI. Il est enfin membre du conseil d’administration du CEIPI et de l’IEEPI ainsi que du CND (Conseil national du droit)[réf. nécessaire].
Les commissions sont constituées à titre permanent ou temporaire par le Bureau qui leur attribue des missions. Elles sont forces de proposition auprès des industries, des entreprises, des créateurs indépendants, des institutions nationales et communautaires, des syndicats professionnels et des universités. Elles élaborent et mènent des actions de communication auprès du public et des membres de la profession.
Le conseil consultatif se compose des anciens présidents prédécesseurs (membres de droit) et de membres élus. Présidé par le président, il émet des avis consultatifs sur les questions qui lui sont soumises par le bureau et se réunit au moins deux fois par an. Il peut faire participer à ces réunions toute personne de son choix.
Une assemblée générale est convoquée au moins une fois par an. Elle est obligatoirement consultée sur des règles professionnelles auxquelles doivent se conformer tous les membres.

### Les présidents
Les présidents les plus reconnus sont Christian Derambure (2005-2010), Patrice Vidon (2001-2004) et Guylène Kiesel Le Cosquer, actuelle présidente depuis 2017, elle avait été aussi élue la plus jeune Vice-Présidente de la CNCPI en 1996.
2016-2020 – Guylène Kiesel Le Cosquer
2013-2016 – Alain Michelet
2011-2012 – Xavier Demulsant
2005-2010 – Christian Derambure
2001-2004 – Patrice Vidon
1997-2000 – Jean-Jacques Martin
1995-1996 – Irène Orès
1993-1994 – Axel Casalonga
1991-1992 – Jean-Jacques Martin